# Szaraf ad-Din Idrys Szach
Szaraf ad-Din Idrys Szach (ur. 24 grudnia 1945) – sułtan malezyjskiego stanu  Selangor od 2001 (dziewiąty z kolei władca). Syn i następca sułtana Salahuddina. Dwukrotnie rozwiedziony, ojciec trojga dzieci.